# 内藤大海
内藤 大海（ないとう ひろみ、1976年3月）は、日本の法学者（刑事法）。熊本県八代市出身。熊本大学法学部市民法学教授。研究テーマは、人文・社会・刑事法学。

## 経歴
- 1976年3月 八代市生まれ[1]
- 1999年3月 東京都立大学法学部卒業 学士（法学）東京都立大学[1]
- 2002年3月 熊本大学大学院法学研究科修士課程修了 修士（法学）熊本大学[1]
- 2007年3月 北海道大学大学院法学研究科博士課程修了 博士（法学）北海道大学[1]
- 2007年4月 北海道大学法学部 助教[1]
- 2008年4月 国士舘大学法学部 講師[1]
- 2011年4月 国士舘大学法学部 准教授[1]
- 2013年4月 熊本大学法学部 准教授[1]

## 著書・論文
- 判批・東京高判平成30年3月2日[4]
- おとり捜査の判例分析（特集 もっと違法を主張しよう！）[5]
- 判批・鹿児島地加治木支判平成29年3月24日[6]
- 犯罪対策と情報収集―情報データベースの構築と警察介入の早期化―[7]
- 判批・熊本地決平成28年6月30日[8]